# غاري بروك
غاري بروك (بالإنجليزية: Garry Brooke)‏ (24 نوفمبر 1960 في المملكة المتحدة - 18 يناير 2025) هو لاعب كرة قدم بريطاني في مركز الوسط. لعب مع توتنهام هوتسبير وستوك سيتي وغايس غوتنبرغ وكولتشستر يونايتد ونادي برينتفورد ونادي ريدنغ ونادي غرونينغن ونورويتش سيتي ونادي ويمبلدون وسانت ألبانز سيتي وبلدلوك تاون ‏ وويفنهو تاون ‏.

## وصلات خارجية
- غاري بروك على موقع قاعدة بيانات كرة القدم.إي يو (الإنجليزية)
- غاري بروك على موقع عالم كرة القدم.نت (الإنجليزية)